# Reiner Goldberg

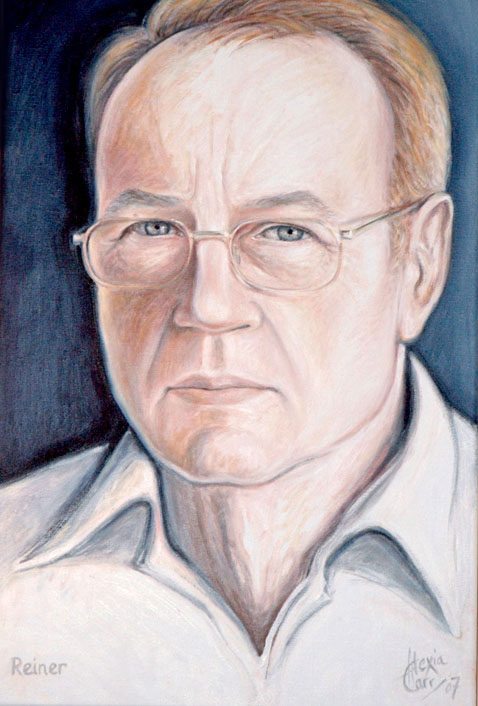
Reiner Goldberg, Ölgemälde von Alexia Carr, 2007

Reiner Goldberg (* 17. Oktober 1939 in Crostau, Landkreis Bautzen, Sachsen; † 7. Oktober 2023 in Berlin) war ein deutscher Opernsänger (Tenor).

## Leben
Goldberg entstammte der oberlausitzischen Familie Goldberg. Nach seinem Gesangsstudium an der Musikhochschule Carl Maria von Weber in Dresden debütierte Goldberg 1967 an den Landesbühnen Sachsen in Radebeul. Seine nächste Station war ab 1973 die Staatsoper Dresden, ehe der Heldentenor 1981 Mitglied des Ensembles der Deutschen Staatsoper Berlin wurde. Bis in seine letzten Lebensjahre stand er dort (jetzt Staatsoper Unter den Linden) auch in kleineren Rollen auf der Bühne. Daneben war er ein gefragter Konzert- und Liedsänger sowie Gesangspädagoge.
Seit Anfang der 1980er Jahre gastierte Goldberg mit nahezu allen wichtigen Tenorpartien der Opern Richard Wagners in den führenden Opernhäusern Europas sowie an der New Yorker Metropolitan Opera – u. a. an der Wiener Staatsoper, bei den Bayreuther Festspielen (1986–1994) und unter der Leitung von Herbert von Karajan bei den Salzburger Osterfestspielen. Seinen Abschied als Sänger gab er in der Rolle des Ersten Gefangenen in einer konzertanten Darbietung von Beethovens »Fidelio« auf der Schlossbergbühne Graz.
1985 wurde er mit dem Nationalpreis der DDR III. Klasse für Kunst und Literatur geehrt.
2019 wurde er zu seinem 80. Geburtstag zum Ehrenmitglied der Staatsoper Unter den Linden ernannt.
Im Oktober 2023 starb Goldberg zehn Tage vor Vollendung seines 84. Lebensjahres.

## Diskografie
- Ludwig van Beethoven: 9. Symphonie. Orchestre Gewandhaus; Dirigent: Kurt Masur (Brilliant Classics; 1974)
- Arnold Schönberg: Moses und Aron. Mit u. a. Werner Haseleu, MDR Rundfunk-Sinfonie-Orchestra; Dirigent: Herbert Kegel (1976)
- Richard Wagner: Parsifal. Mit u. a. Wolfgang Schöne, Robert Lloyd, Yvonne Minton  Monte Carlo Orchestra, Dirigent: Armin Jordan; (Erato; 1982)
- Richard Strauss: Daphne. Mit u. a. Lucia Popp, Kurt Moll, Bayerischer Rundfunk Orchestra, Dirigent: Bernard Haitink (EMI 1983; 1988)
- Richard Strauss: Guntram. Mit u. a. Ilona Tokody, István Gáti, Hungarian State Orchestra, Dirigent: Eve Queler (Hungaroton; 1985)
- Richard Wagner: Die Walküre. Bayerischer Rundfunk Orchestra; Dirigent: Bernard Haitink; Solisten: R. Goldberg, Éva Marton, Cheryl Studer, Waltraud Meier, James Morris (EMI; 1988)
- Richard Wagner: Siegfried. Mit u. a. James Morris, Hildegard Behrens, Metropolitan Opera Orchestra; Dirigent: James Levine (Deutsche Grammophon; 1991)
- Richard Wagner: Götterdämmerung.  Mit u. a. Hanna Schwarz, Hildegard Behrens Metropolitan Opera Orchestra; Dirigent: James Levine (Deutsche Grammophon; 1991) – erhielt den Grammy (Schallplattenpreis) 1992